# Ганс Філіпп
Ганс Філіпп (нім. Hans Philipp; нар. 17 березня 1917, Майсен — пом. 8 жовтня 1943, поблизу Іттербека) — німецький льотчик-ас винищувальної авіації. Протягом Другої світової війни здійснив понад 500 бойових вильотів, здобувши 206 перемог у повітрі, у переважній більшості на Східному, а також 29 на Західному фронтах. Став другим після Г. Графа асом у світовій історії авіації, хто збив 200 літаків противника в повітряних боях. Оберстлейтенант (1943) Люфтваффе. Кавалер Лицарського хреста Залізного хреста з Дубовим листям та Мечами (1942).
8 жовтня 1943 загинув у повітряному бою з американським льотчиком P-47 «Тандерболт» Робертом Джонсоном, — на малій висоті спробував стрибнути з парашутом, але через відмову купола розбився.

## Біографія

### Родина та дитинство
Йоганнес Ганс Фріц Філіпп народився 17 березня 1917 року о 22:45 на вулиці графа Густава, 5 у місті Майсен у Саксонському королівстві Німецької імперії. Його мати, Альма Філіпп не була одруженою й познайомилася з батьком Ганса, Леопольдом Гушюрстом під час своєї роботи у шпиталі Майсена. Л. Гушюрст напередодні світової війни здобув медичну освіту в таких відомих медичних закладах, як університети Ерлангена-Нюрнберга (1912—1914) та Фрайбурга (1914—1916), і з 1916 року служив доктором у дивізіоні важкої артилерії німецької імперської армії на Західному та Східному фронтах. У квітні 1920 року він здобув ступінь доктора медицини в галузі рентгенології й незабаром відкрив власну практику в Плауені. Однак, його соціальний статус доктора на той час не дозволяв йому відкрито визнати свої стосунки з неодруженою жінкою, хоча вона була матір'ю його сина.
Військова кар'єра
- 6 квітня 1936 — фанен-юнкер
- 1 жовтня 1936 — фанен-юнкер-єфрейтор
- 1 грудня 1936 — фанен-юнкер-унтерофіцер
- 1 квітня 1937 — фенріх
- 1 грудня 1937 — обер-фенріх
- 1 січня 1938 — лейтенант
- 1 червня 1940 — оберлейтенант
- 18 листопада 1941 — гауптман
- 1 квітня 1943 — майор
- 1 жовтня 1943 — оберстлейтенант

Мати Ганса, яка так ніколи й не одружилася, була восьмою дитиною у відносно бідній родині. Батько працював водієм у будівельному бізнесі. Через постійні проблеми з фінансами уся родина жила дуже скрутно й усвідомлювала, якою важкою працею здобуваються гроші. Для підтримки сім'ї, Альма працювала бухгалтером і клерком. До 1933 року батько Ганса виплачував щомісячно аліменти у сумі 35 райхсмарок. 29 липня 1917 року Філіпа охрестили, прийнявши ім'я Йоганнес Фріц, конфірмацію він отримав у 1931 році.
1924 року 7-річний Ганс вступив до 4-ї початкової школи (нім. 4. Volksschule) рідного міста, де відразу зарекомендував себе відмінним і старанним учнем. Його мати, добре усвідомлюючи роль освіти в майбутньому сина, наполегливо працювала, щоб оплатити подальше навчання Ганса в гімназії. Завдяки її старанням через 3 роки сина було прийнято до місцевої гімназії для продовження навчання й здобуття середньої освіти. Маючи постійні фінансові проблеми, Альма Філіпп зверталася до міської ради Майсена з проханням дозволити їй тимчасово не сплачувати шкільні збори за освіту. Постійні скрутні умови життя, намагання заощаджувати кожний пфеніг, дуже вплинули й сформували риси характеру Ганса: самостійність, старанність, твердість у досягненні наміченої мети, подолання будь-яких труднощів.
З раннього дитинства Ганс Філіпп залучався до різноманітних спортивних ігор та змагань, що влаштовувалися Християнською організацією юнаків (нім. Christlicher Verein Junger Männer CVJM), і брав активну участь у спортивних дисциплінах, як-то піший туризм, велосипедний спорт, лижі, водні види спорту. 1930 року він вступив до Гітлер'югенду й за свої успіхи незабаром отримав почесний знак члена цієї організації. У її лавах молодий юнак швидко пройшов курс підготовки пілотів планерів й отримав права категорії «A» і «B», ставши лідером міського відділення планеристів.
У березні 1935 року Німеччина відмовилась від умов Версальського договору й Гітлер офіційно оголосив про створення власних військово-повітряних сил країни. Під впливом цій промови, 18-річний Ганс загорівся бажанням стати справжнім бойовим пілотом Люфтваффе. 31 березня 1935 року він закінчив середню школу й 6 вересня 1935 року успішно склав іспити на курси підготовки пілотів, повітряних спостерігачів, авіаційних механіків та радіооператорів у Дрездені.

### Військова кар'єра
Після завершення навчання в середній школі, Ганс Філіпп, як громадянин Третього Рейху, мав пройти обов'язкову 6 місячну службу при Імперській службі праці. 2 січня 1936 року він вступив до табору 5/150 у саксонському місті Різа. Однак, у зв'язку з тим, що він вирішив вступити до Вермахту, молодика звільнили достроково й з 6 квітня зарахували фанен-юнкером до 2-ї Бойової повітряної школи (нім. Luftkriegsschule 2) у Гатові поблизу Берліна. Разом із ним навчалися такі майбутні відомі пілоти ВПС Німеччини, як Вернер Баумбах, що став пілотом бомбардувальника, та Гельмут Лент, один з найвідоміших нічних винищувачів Люфтваффе.
Філіппа зарахували до 4-ї роти курсантів школи, яку він закінчив 31 серпня 1937 року й, за результатами успішної здачі іспитів, отримав «Знак пілота». 1 січня 1938 року Ганс Філіпп отримав перше офіцерське звання лейтенант.
На випуску його командир проводив його словами: «Я проводжаю Вас із великою тривогою за Вашу кар'єру, але з ще більшою турботою про наші повітряні сили в цілому» — з натяком на те, що його просування по службі перебувало під загрозою через негативне ставлення Ганса до одноманітної та нудної системи підготовки пілотів.
1 березня 1938 року лейтенант Філіпп отримав призначення до 1-ї групи 253-ї бомбардувальної ескадри (I./KG 253), однак молодий офіцер був незадоволений таким призначенням й вже 1 травня домігся переводу до льотної школи винищувачів у Вернойхені, під командуванням оберста Теодора Остеркампа. Зі зростанням інтенсивності підготовки Люфтваффе до світової війни, зокрема з аншлюсом Австрії Третім Рейхом, розпочався процес злиття військово-повітряних сил обох країни та їх поступове збільшення. У контексті такого процесу, вже 1 липня 1938 Г. Філіпп отримав призначення до 1-ї групи 138-ї винищувальної ескадри, що дислокувалася на Віденському аеродромі. Там він пройшов перепідготовку з біплана He 51 на найсучасніший німецький винищувач Bf 109. Незабаром, молодий офіцер пішов у відпустку й подався у мандрівку до Італії автомобілем DKW Meisterklasse, де у Південному Тиролі зустрів свою майбутню наречену, Катарину Еггер.
1 травня 1939 року його авіаційний підрозділ трансформований на I./Jagdgeschwader 76 (I./JG 76).

#### Кампанії у Польщі та на Заході
З початком німецького вторгнення до Польщі, винищувальна ескадра Г. Філіппа активно залучалася до виконання завдань із прикриття літаків бомбардувальної та штурмової авіації, а також з опанування повітряного простору над територією Другої Річі Посполитої. Першу свою перемогу Філіпп здобув уже 5 вересня, без жодного пострілу. У сутичці з польським літаком PZL P.24 поблизу Радомсько, німецький офіцер провів гострий маневр й вийшов на вигідну позицію для відкриття вогню, однак у цей момент польський льотчик вистрибнув з парашутом з борта літака, так й не вступивши з ним у бій. Ця перемога була зарахована лейтенанту Філіппу й 10 жовтня 1939 року він отримав свою першу нагороду — Залізний хрест 2-го ступеня.
Згодом його авіагрупу передислокували на Західний фронт, де у боях з французькими ВПС наприкінці листопада Г.Філіпп втратив свого веденого.
10 травня 1940 року Гітлер розпочав реалізацію плану «Гельб» — вторгнення Вермахту до Франції та Нижніх країн. З першого дня, група лейтенанта Г. Філіппа брала участь у повітряних боях над Францією й офіцер записав на свій рахунок 4 перемоги, за що 31 травня отримав наступний Залізний хрест — 1-го ступеня. Наступного дня його підвищили до оберлейтенанта й він став командиром ескадрильї. У битві за Дюнкерк його ескадрилья супроводжувала німецькі бомбардувальники, що атакували британські експедиційні сили, які були обложені поблизу міста та намагалися евакуюватися морем до Британських островів. З 3 червня група перебралася до аеродрому поблизу Парижу, а з підписанням Францією капітуляції у Комп'єні, 22 червня I./JG 76 передислокувалася до аеропорту Ейндговена для організації прикриття з повітря окупованої Голландії.
6 липня 1940 група I./JG 76 отримала назву ІІ група 54-ї винищувальної ескадри (II./JG 54) й передислокувалась до Кампані, південніше Кале. У складі групи оберлейтенант Г. Філіпп служив командиром 4-ї ескадрильї своєї ескадри.
12 липня 1940 року розпочалася довготривала та кровопролитна битва за Британію. 1 серпня Гітлер видав директиву № 17 (нім. Weisung Nr. 17), яка визначала за мету розгром і знищення британських Королівських ВПС, досягнення повного панування в повітрі та забезпечення передумов для успішного проведення операції «Зеєльове». 7 серпня 1940 року бої над Британією досягли свого апогею, коли німці влаштували операцію «День орла». Бої набували усе більшого розпалу, практично цілодобово німецькі та британські льотчики билися в небі над Англією. З 7 вересня, німецькі ВПС, не досягши визначеної мети, розпочали масовані бомбардування британських міст, особливо Лондона. Особисто Г.Філіпп здійснив 130 бойових вильотів, здобувши декілька нових перемог.
27 вересня за 15-ту перемогу у повітряних боях його нагородили Почесним кубком Люфтваффе. 20 жовтня за 20-ту перемогу у небі Британії, оберлейтенант Г. Філіпп удостоєний Лицарського хреста Залізного хреста, ставши другим пілотом у 54-й винищувальній ескадрі (після гауптмана Дітріха Грабака), який отримав цю відзнаку.
Спроба німецького Люфтваффе розгромити британські ВПС та примусити мешканців острова капітулювати закінчилася провалом. Німці зазнали величезних втрат у військовій техніці й, головне, — значних втрат в особовому складі пілотів бойових літаків. 3 грудня II./JG 54 відведено з фронту й відправлено до Дельменгорста на відновлення боєздатності. Більшість заслужених льотчиків вибула у відпустку на австрійські гірські курорти Кіцбюеля. Ганс Філіпп поїхав на відпочинок до дому й відвідав власну школу, де виступав перед школярами, оповідаючи про свої будні бойового пілота-винищувача.
15 січня 1941 року його частина повернулася на Західний фронт до Ле-Мана у Сарті, на південний захід від Парижа, де взяла на себе захист повітряного простору над Нормандією. У Франції німецькі льотчики стояли до березня 1941, коли 29 числа їх терміново перекинули до Граца, де вони почали підготовку до вторгнення в Югославію.
6 квітня 1941 року розпочалась операція «Ауфмарш 25» — вторгнення Вермахту до Югославії, й основний кістяк 54-ї винищувальної ескадри (командування, II та III групи) вступив у битву в небі над Белградом. Німецькі літаки билися проти таких же німецьких винищувачів Bf 109, що перебували на озброєнні Королівських ПС Югославії. На власному рахунку Г. Філіппа з'явилося два збитих югославських «мессершмітти», які він знищив, супроводжуючи пікіруючі бомбардувальники «Stuka» на другий день операції, здобувши тим самим 25 перемог у боях.

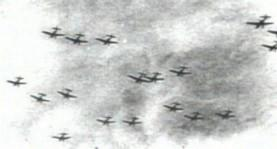
Німецька бомбардувальна авіація летить на бомбардування Белграда. 6 квітня 1941

17 квітня після швидкого розгрому Королівської армії Югославії та її капітуляції, авіаційна частина оберлейтенанта Г. Філіппа перебралася на аеродром Земун поблизу Белграда. 3 травня 54-та винищувальна ескадра переозброїлася з Bf 109-E на новіші Bf 109-F. У процесі переоснащення авіаційне формування передислоковали на військові бази Стольп-Рейтц у Східній Померанії, де негайно розпочали освоєння нової техніки та підготовку до війни з Радянським Союзом.

#### Німецько-радянська війна
22 червня о 03:05 120 літаків винищувальної ескадри Г. Філіппа з початком операції «Барбаросса» перетнули радянський кордон і розпочали бій з радянськими літаками. У боях з ними німецький ас швидко підвищив свій рахунок, вже першого дня у небі над Каунасом він збив радянський швидкісний бомбардувальник СБ-2. 7 липня його перший раз відзначено в радіорепортажі Вермахтберіхт (загалом же таких відзначень було 5).
30 липня за один день у боях із винищувачами радянських ВПС Г. Філіпп збив 6 літаків І-16.

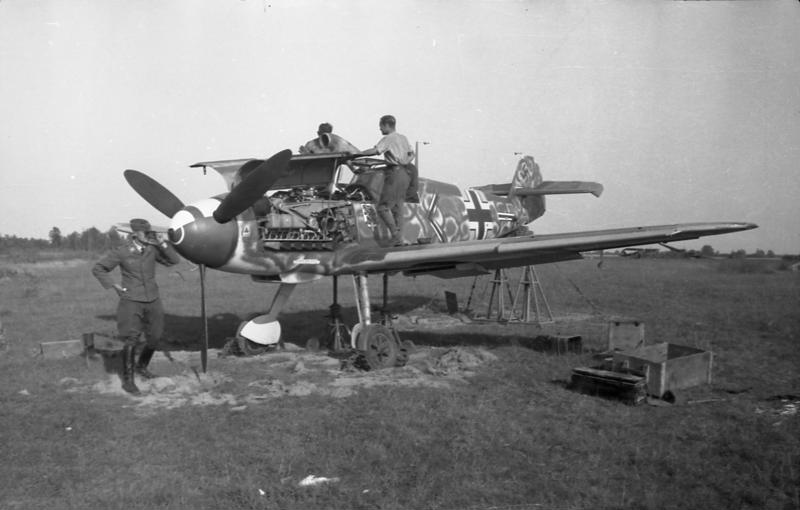
Німецькі авіаційні техніки JG 54 проводять технічний огляд винищувача Me 109F. Ленінградська оборонна операція. Серпень 1941

На 24 серпня 1941 року оберлейтенант Г. Філіпп мав на своєму рахунку 62 збитих ворожих літаки, за що був удостоєний вищої нагороди німецького Рейху — Лицарського хреста з дубовим листям. Він став 33-м кавалером цієї нагороди у Вермахті. 27 серпня фюрер особисто вручив йому цю почесну нагороду у своїй ставці у Вольфсшанце в Растенбурзі.
14 лютого 1942 у боях з пілотами Червоної армії зник безвісти командир I./JG 54, гауптман Франц Екерле, й Г. Філіппа, що на той час збив уже 77 літаків супротивника, 22 березня призначено командиром винищувальної групи.
23 лютого 1942 року, на день Червоної армії німецький ас збив літак P-39 «Аерокобра» лейтенанта Михайла Шаталкіна, льотчика 158-го винищувального полку радянських ВПС. Це стало 82-ю перемогою Ганса Філіппа.
За збиті 12 березня 1942 року 86-й та 87-й винищувачі ворога І-180, Ганс Філіпп став 8-м нагородженим Лицарським хрестом Залізного хреста з дубовим листям та мечами, який 5 квітня йому знову особисто вручив Гітлер у бункері у Вольфсшанце. 31 березня оберлейтенант став четвертим асом-винищувачем Люфтваффе, що здобув 100 перемог у повітрі.
Після нетривалого відпочинку у відпустці, офіцер повернувся на Східний фронт до своєї частини, яка на той час билася під Ленінградом. 6 червня 1942 року пілот збив одразу 3 літаки радянських ВПС, здобувши таким чином 101-шу — 103-тю перемоги, за що був відзначений у випуску Вермахтберіхта наступного дня. 3-тя згадка про нього у Вермахтберіхті була вже 27 червня за бій напередодні, в якому він знищив у повітрі ще 3 літаки: один штурмовик Іл-2 та два ЛаГГ-3.
14 січня 1943 року на рахунку пілота було 150 повітряних перемог. У лютому його група переозброювалася на новітні Fw 190, й після проходження курсу перепідготовки на цей винищувач вона повернулася на Східний фронт. 17 березня 1943 року, на свій 26-й день народження, Ганс Філіпп збив 4 радянських літаки ЛаГГ-3. Загальна кількість перемог перетнула позначку 200, його вчетверте згадали у Вермахтберіхті. Він став другим пілотом після Германа Графа, хто досяг таких успіхів у повітряних боях, і його вважали найуспішнішим винищувачем Люфтваффе на той час.

#### На захисті Рейху
У квітні 1943 отримав призначення на посаду командира 1-ї винищувальної ескадри Люфтваффе, що виконувала завдання із захисту повітряного простору Німеччини. Ескадра мала найважливішу задачу прикриття важливих об'єктів, заводів, транспортних вузлів, міст та інших цілей на території північної Німеччини від бомбардування 8-ї американської повітряної армії.
2 травня 1943 року Філіпп збив свій перший літак на заході з 1940 року, який став його 204-ю перемогою, а 18 травня він здобув 205-ту перемогу, але незабаром вибув зі строю через запалення апендиксу. Операцію та курс лікування він проходив у рідному місті Майсен.
1 жовтня 1943 року Ганс Філіпп отримав військове звання оберстлейтенанта.
4 жовтня 1943 року рейхсмаршал Герман Герінг видав наказ своїм пілотам, які протистояли англо-американським повітряним армадам бомбардувальників у небі Рейху, у якому вказав:
1. Метеорологічні умови не можуть служити перешкодою для ведення боротьби.
2. Кожен льотчик, який повертається без ознак участі в бою або НЕ здобуває перемогу, підлягає військовому трибуналу.
3. Пілот, що витратив боєкомплект або отримав пошкодження своєї зброї, мусить іти на таран ворожого бомбардувальника.
На що Ганс відповів: «Наскільки я зможу, я категорично відмовляюся дотримуватися цих порад! Я сам знаю, що я маю робити!».

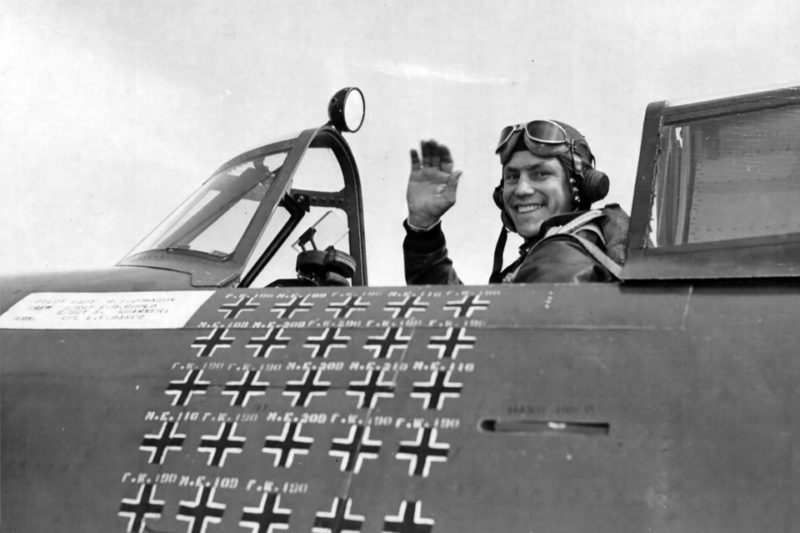
Американський льотчик P-47 «Тандерболт» Роберт Джонсон, що ймовірно збив літак Г.Філіппа

#### Останній бій
8 жовтня 1943 року американська 8-ма повітряна армія організувала черговий масований наліт 156 бомбардувальниками, з супроводом понад 250 винищувачів «Тандерболт» на німецькі міста Бремен та Вегесак.
Злетівши назустріч ворогу, німецькі льотчики вступили в сутичку з переважаючими силами американців. Група винищувачів Fw 190 A-6 оберстлейтенанта Г. Філіппа зчепилася з 56-ю винищувальною групою американських ВПС, намагаючись прорватися крізь заслін винищувачів до важких бомбардувальників «Летюча фортеця». У небі стялося багато поодиноких літаків, і Г. Філіппу вдалося в цьому бою збити один літак. Потім від нього було отримане останнє радіоповідомлення своєму веденому: «Рейнгардт, атакуй!». Фельдфебель Рейнгардт того дня був останнім, хто бачив літак командира, який зник у хмарі. У тому бою Рейнгардта було підбито, але він зумів здійснити успішну аварійну посадку. Увечері він дізнався, що його ведучий загинув. Вважається, що командир 1-ї винищувальної ескадри оберстлейтенант Г. Філіпп збитий американським винищувачем Робертом С. Джонсоном, встиг вистрибнути з Fw 190 A-6, що падав, але його парашут не розкрився.
З рапорту фельдфебеля Рейнгардта від 10 жовтня 1943 року відомо, що він, разом з командиром Г. Філіппом, злетів о 14:11 на перехоплення ворожих бомбардувальників, що прямували на Бремен. О 15:12 спостерігачі помітили близько 30 важких бомбардувальників «Летюча фортеця» на південному заході від міста, що відбомбилися й поверталися до Англії. Командир дав команду атакувати з ходу, й сам вийшовши справа на мінімальну відстань, відкрив вогонь по найближчому бомбардувальнику, який спалахнув та о 15:32 впав на землю. Далі, оберстлейтенант кинувся в атаку з лівого флангу формування противника, однак потрапив під вогонь заднього кулемета B-17. «Фокке-Вульф» Філіппа поринув униз, й Рейнгардт по радіо запитав ведучого, що трапилось. У відповідь Г. Філіпп дав команду, «Рейнгардт, атакуй!», й хоча ведений намагався відстежити політ командира, його літак зник у хмарі.
Пізніше, при розслідуванні обставин його загибелі, з'ясували, що ймовірно, льотчик намагався дотягнути на пошкодженому винищувачі до свого аеродрому, однак від пошкоджень отриманих від вогню «Тандерболту», приблизно о 15:45 літак став некерованим й командир Г. Філіпп вистрибнув з нього з парашутом на низькій висоті між Гарденбергом та Іттербеком (52°31′44″ пн. ш. 06°43′08″ сх. д. / 52.52889° пн. ш. 6.71889° сх. д.). Парашут не розкрився, й падіння з висоти 50 метрів спричинило тілесні травми, несумісні з життям. Наступного дня його тіло було знайдено й доставлено до польового шпиталю Райне. Посмертне обстеження виявило значні ураження тіла, переломи, глибокі рани й інші пошкодження, зокрема великі опіки, у тому числі й обличчя.
10 жовтня 1943 року тіло загиблого Ганса Філіппа доставили потягом із Райне до Майсена. 12 числа Вермахтберіхт повідомив про його загибель. 14 жовтня відбулося урочисте поховання за участю представників військового, цивільного та партійного керівництва. На похоронах особисто був присутній генерал-полковник Альфред Келлер.
7 травня 1973 року поруч із могилою сина була похована його мати, Альма Філіпп.

## Нагороди оберстлейтенанта Ганса Філіппа
| Зображення | Нагорода                                     | Ступінь (клас)/№               | Країна                     | Дата нагородження                                                        |
| ---------- | -------------------------------------------- | ------------------------------ | -------------------------- | ------------------------------------------------------------------------ |
|            | Залізний Хрест                               | ІІ-й клас                      | Третій Рейх                | 10 жовтня 1939                                                           |
|            | Залізний Хрест                               | І-й клас                       | Третій Рейх                | 31 травня 1940                                                           |
|            | Золотий Німецький хрест                      |                                | Третій Рейх                | 18 червня 1942                                                           |
|            | Медаль «За зимову кампанію на Сході 1941/42» |                                | Третій Рейх                | 8 серпня 1942                                                            |
|            | Медаль «За Атлантичний вал»                  |                                | Третій Рейх                | ?                                                                        |
|            | Лицарський хрест Залізного хреста            | № 150                          | Третій Рейх                | 22 жовтня 1940                                                           |
|            | Лицарський хрест Залізного хреста            | з дубовим листям № 33          | Третій Рейх                | 24 серпня 1941                                                           |
|            | Лицарський хрест Залізного хреста            | з дубовим листям та мечами № 8 | Третій Рейх                | 12 березня 1942                                                          |
|            | Нагрудний знак за поранення                  | Чорний нагрудний знак          | Третій Рейх                | 1941                                                                     |
|            | Орден Корони короля Звонимира                | ІІ-ступеня з мечами            | Незалежна Держава Хорватія | 15 вересня 1942                                                          |
|            | Комбінований Знак Пілот-Спостерігач          |                                | Третій Рейх                |                                                                          |
|            | Почесний Кубок Люфтваффе                     |                                | Третій Рейх                | 28 вересня 1940                                                          |
|            | Авіаційна планка для денних винищувачів      | у бронзі                       | Третій Рейх                |                                                                          |
|            | Авіаційна планка для денних винищувачів      | у сріблі                       | Третій Рейх                |                                                                          |
|            | Авіаційна планка для денних винищувачів      | у золоті                       | Третій Рейх                | 19 травня 1941                                                           |
|            | Авіаційна планка для денних винищувачів      | у золоті з підвіскою           | Третій Рейх                | 4 жовтня 1942                                                            |
|            | відмічений у доповіді Вермахтберіхт          | 5 разів                        | Третій Рейх                | 7 липня 1941 7 червня 1942 27 червня 1942 18 березня 1943 12 жовтня 1943 |

## Відео
- Luftwaffe Ace — Lieutenant Colonel Hans Philipp [Архівовано 3 квітня 2016 у Wayback Machine.]
- Hans Philipp e seu Bf 109F-4